# Erich R. Döbrich
Erich R. Döbrich (* 31. Mai 1896 in Sonneberg; † April/Mai 1945 in Berlin), bekannt als Erich R. Döbrich-Steglitz, war ein deutscher Maler und Illustrator.

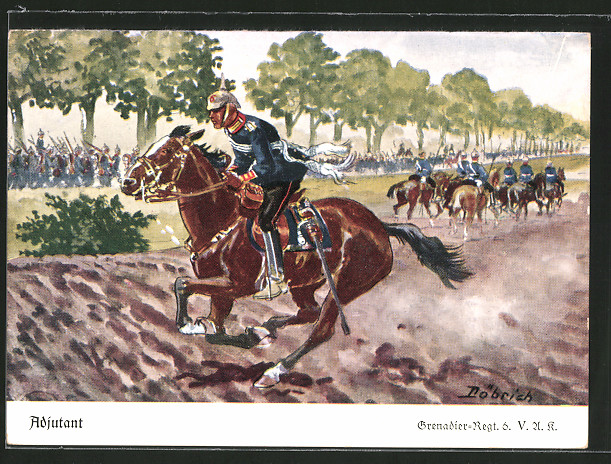
Adjutant Grenadier Regiment 6

## Leben und Wirken
Der Heimatverein Steglitz e. V., Heimatverein des ehemaligen Berliner Bezirks Steglitz, verzeichnet Erich Döbrich in seiner Datenbank.
Döbrich nahm am Ersten Weltkrieg teil, in dem er u. a. der 4. Eskadron des 2. Ulanen-Regiments in Ansbach sowie einer Maschinengewehr-Kompanie angehörte und zweimal verwundet wurde.
Ende der 1920er Jahre und zu Beginn der 1930er Jahre gehörte Döbrich der nationalsozialistischen Sturmabteilung (SA) in Berlin an. Öffentliches Aufsehen erregte Döbrich zu dieser Zeit, als er als Führer der SA-Standarte I (Charlottenburg, Spandau, Moabit) in der Nacht vom 30. zum 31. August 1930 auf Befehl des obersten Kommandeurs der Berliner und ostelbischen SA, Walter Stennes, ein etwa fünfundzwanzigköpfiges SA-Kommando in die Geschäftsräume der Berliner Gauleitung der NSDAP führte, um die dortige SS-Wachmannschaft abzulösen, nachdem bei der SA der Verdacht aufgekommen war, dass die Parteiführung und die SS sich gegen ihre Interessen stellen würden. Da die SS-Wachen sich weigerten den ihnen von Döbrich übermittelten Befehl Stennes zu gehorchen und die Räume der Gauleitung zu räumen, ließ Döbrich die Tür der Berliner Parteizentrale mit Gewalt aufbrechen, woraufhin es zu einer Massenschlägerei zwischen SA- und SS-Männern kam, bei der die Geschäftsstelle verwüstet und zwei SS-Männer schwer verwundet wurden. Die Auseinandersetzung wurde erst durch die herbeigerufene Polizei aufgelöst.
Nach dem Ausscheiden von Stennes und seinen Anhängern aus der SA und der Bildung einer sezessionistischen Ersatzorganisation im April 1931 schied auch Döbrich aus der Parteiarmee aus. Für Stennes soll Döbrich, dem kommunistische Sympathien nachgesagt wurden, als Verbindungsmann zum Traditionsverlag von Waldemar Pabst fungiert haben.
Vor 1939 hatte er in der Steglitzer Kniephofstraße 6 gewohnt.

## Bilder (Auswahl)
- Vereidigung beim 1. Badischen Leib-Grenadier-Regiment Nr. 109 (zeigt Offiziere im hellgrauen Paletot und die Soldaten beim Schwur auf die Truppenfahne), das bereits in der Serie des Kyffhäuser-Verlags (siehe unten) erschienene Motiv wurde vom rechtsextremen Schild-Verlag erneut als Postkarte herausgebracht
- Weihnachtsurlaub, Gemälde[5]

In den 1930er Jahren erschien in Berlin im Kyffhäuser-Verlag eine Postkartenserie mit Aquarellen von Erich Döbrich(-Steglitz).

### Illustrationen
Unter anderem enthalten folgende Bücher Bilder von Erich R. Döbrich(-Steglitz):

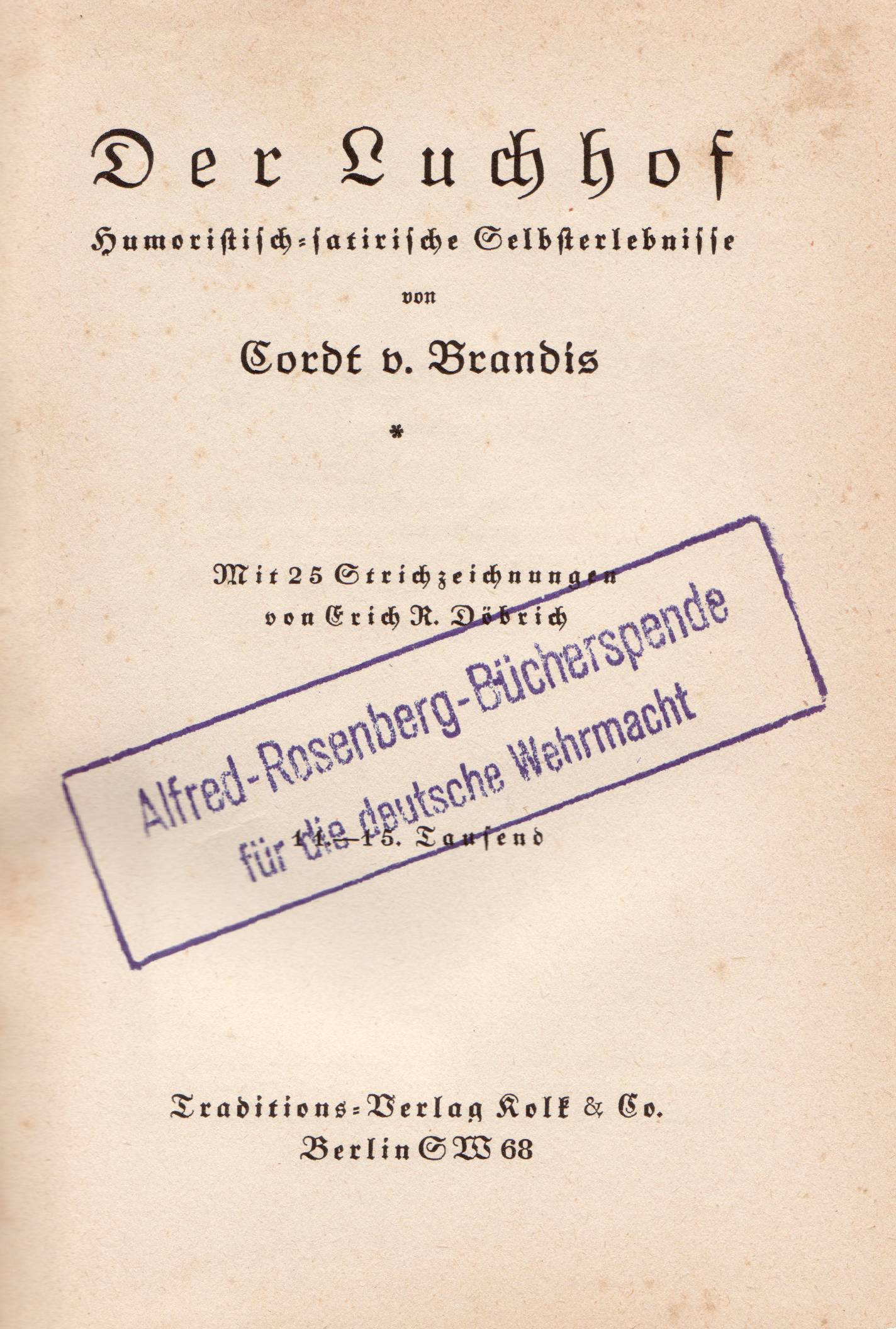
„…mit 25 Strichzeichnungen von Erich R. Döbrich“

- Somme-Nord, II. Teil. Die Brennpunkte der Schlacht im Juli 1916, mit 20 Skizzen von Erich Döbrich, herausgegeben vom Reichsarchiv, 1. Auflage Oldenburg und Berlin 1927 im Verlag Gerhard Stalling
- Das Ehrenbuch der Deutschen Feldartillerie, herausgegeben vom Waffenring der ehemaligen Deutschen Feldartillerie, Berlin 1929.
- Walter Luyken: Das 2. Garde-Feldartillerie-Remiment im Weltkriege. Nach amtlichen Unterlagen und Berichten von Mitkämpfern. Druck Karl Meyer Leipzig, Verlag Tradition Wilhelm Kolk, Berlin 1929.
- Das Ehrenbuch der deutschen Pioniere, herausgegeben „auf Veranlassung der Mitarbeiter des Waffenringes Deutscher Pioniere“ von Paul Henrici, Berlin 1931.
- Albert Benary: Das Deutsche Heer. Ein Buch des Stolzes, ein Buch der Hoffnung. Berlin 1932. (Mit 38 ganzseitigen Federzeichnungen von Döbrich-Steglitz).
- Cordt v. Brandis: Der Luchhof, Berlin 1934 (–> siehe Abbildung Deckblatt)
- Wolfgang Loeff: Bismarck. Das Leben eines Staatsmannes. Leipzig und Berlin 1936 mit Zeichnungen von Erich R. Döbrich
- Martin Lezius: Das Ehrenkleid des Soldaten: Eine Kulturgeschichte der Uniform von ihren Anfängen bis zur Gegenwart, Ullstein, Berlin 1936.
- Hasso von Wedel: Die 37. Division greift an – Ein Buch vom neuen deutschen Heer. „Mit Bildern von Militärmaler Erich Döbrich“, Leipzig 1939 bei Breitkopf & Härtel
- Klaus-Ulrich Keubke und Hans Stadler: Die Uniformen der Deutschen Wehrmacht im Herbst 1936 (= Band 20 der Reihe „Schriften zur Geschichte Mecklenburgs“), Schwerin 2007 (ISBN 978-3-00-022973-2), mit 140 Bildern des Heeres von Döbrich-Steglitz aus einem Zigarettenbilder-Album der 1930er Jahre.